# Launayita
La launayita és un mineral de la classe dels sulfurs. Rep el seu nom en honor de Louis de Launay (1860-1938) per les seves contribucions als orígens dels dipòsits minerals. De Launay va ser professor a l'Escola de Mines de París, geòleg, espeleòleg, escriptor, biògraf i poeta.

## Característiques
La launayita és un sulfur de fórmula química CuPb₁₀(Sb,As)₁₂S₃₀. Va ser aprovada com a espècie vàlida per l'Associació Mineralògica Internacional l'any 1966. Cristal·litza en el sistema monoclínic. La seva duresa a l'escala de Mohs es troba entre 3,5 i 4.
Segons la classificació de Nickel-Strunz, la launayita pertany a «02.LB - Sulfosals sense classificar, amb Pb essencial» juntament amb els següents minerals: miharaïta, ardaïta, madocita, playfairita, sorbyita, sterryita, larosita, petrovicita, mazzettiïta i crerarita.

## Formació i jaciments
Va ser descoberta l'any 1966 a Taylor Pit, Huntingdon, a l'àrea de Madoc del comtat de Hastings, Ontario (Canadà). També ha estat descrita a les prospeccions de Baturappe, a Gowa (Cèlebes, Indonèsia), i a Dúbrava (Regió de Žilina, Eslovàquia). Sol trobar-se associada a altres minerals com la veenita i la boulangerita.